# FNM E.740
| FNM E.740              | FNM E.740                        | FNM E.740            | FNM E.740            |
| ---------------------- | -------------------------------- | -------------------- | -------------------- |
| Nummerierung:          | EB.740-01–07                     | EB.740-08–16         | EB.740-17–24         |
| Anzahl:                | 7                                | 9                    | 8                    |
| Hersteller:            | OEFT                             | ?                    | ?                    |
| Baujahr(e):            | 1928 (als Beiwagen) 1951 (Umbau) | 1953–1954            | 1957                 |
| Ausmusterung:          | ?                                | ?                    | ?                    |
| Spurweite:             | 1435 mm (Normalspur)             | 1435 mm (Normalspur) | 1435 mm (Normalspur) |
| Länge:                 | 20.600 mm                        | 22.720 mm            | 23.320 mm            |
| Breite:                | ?                                | ?                    | 2.900 mm             |
| Drehzapfenabstand:     | 13.900 mm                        | 16.020 mm            | 16.020 mm            |
| Drehgestellachsstand:  | ?                                | ?                    | 2.700 mm             |
| Leermasse:             | 57 t                             | 51 t                 | 52 t                 |
| Höchstgeschwindigkeit: | 80 km/h                          | 80 km/h              | 80 km/h              |
| Stundenleistung:       | 1.100 PS (809 kW)                | 1.100 PS (809 kW)    | 1.100 PS (809 kW)    |
| Sitzplätze:            | 87                               | 100                  | 80                   |

Die E.740 der Ferrovie Nord Milano waren eine Reihe von Elektrotriebwagen, die in drei Unterbaureihen gebaut wurden.

## Geschichte
Die E.740-01 bis 07 wurden 1928 von den Officine Elettromeccaniche Tallero (OEFT) gebaut, als Steuerwagen E.800, konzipiert für die neuerstellte E.700. Der Umbau als Triebwagen erfolgte 1951 und wurde mit einer elektronischen Ausrüstung der Compagnia Generale di Elettricità (CGE) versehen.
Äußerlich sahen diese Triebwagen wie die E.700 aus, allerdings waren sie viel leistungsfähiger (809 kW statt 544).
Die E.740-08 bis 16 wurden 1953–54 gebaut. Auch wenn der elektrische Teil unverändert blieb, wurde das Kastendesign völlig neu gestaltet und erhielt eine modernere Form mit elektropneumatischen Türen.
1957 ging die dritte Unterbaureihe (E.740-17 bis 24) in Betrieb, die einige Verbesserungen bekam, wie um 30 cm verlängerte Führerstände.
Die E.740 wurden für Jahrzehnte zusammen mit den anderen Altbautriebwagen (E.700, E.710 und E.730) für den Pendler- und Vorortverkehr um Mailand benutzt. In ihren letzten Jahren wurden sie auch bei den Linien S3 und S4 der Mailänder S-Bahn eingesetzt. 2009 waren sie noch in Betrieb.

## Lackierungen
Die E.740 wurden in der damals übrigen kastanfarbigen Lackierung der FNM geliefert. Ab 1984 bekamen sie die neue weiß-gelbe Lackierung nach Vorbild der SNCF und in den 2000er Jahren die sogenannte „Regionallackierung“, weiß und hellgrün.

## Bilder

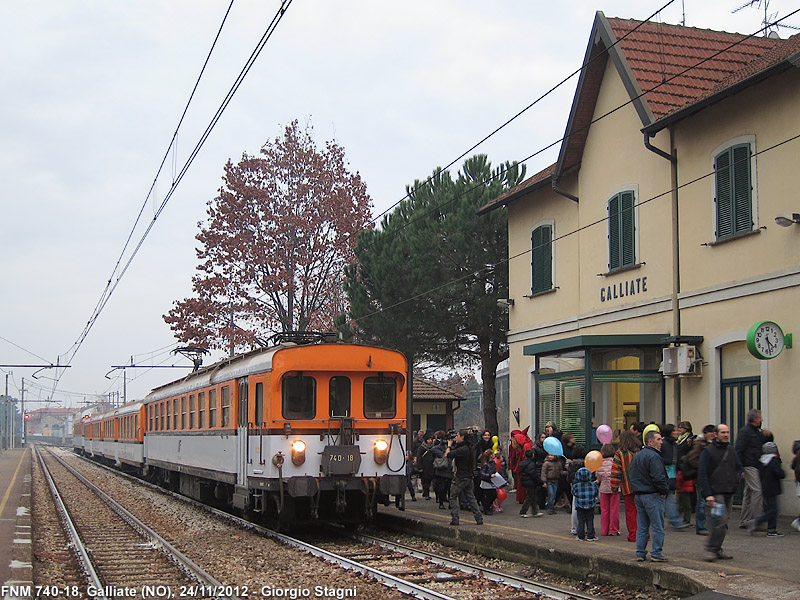
E.740-02 (1. Reihe)
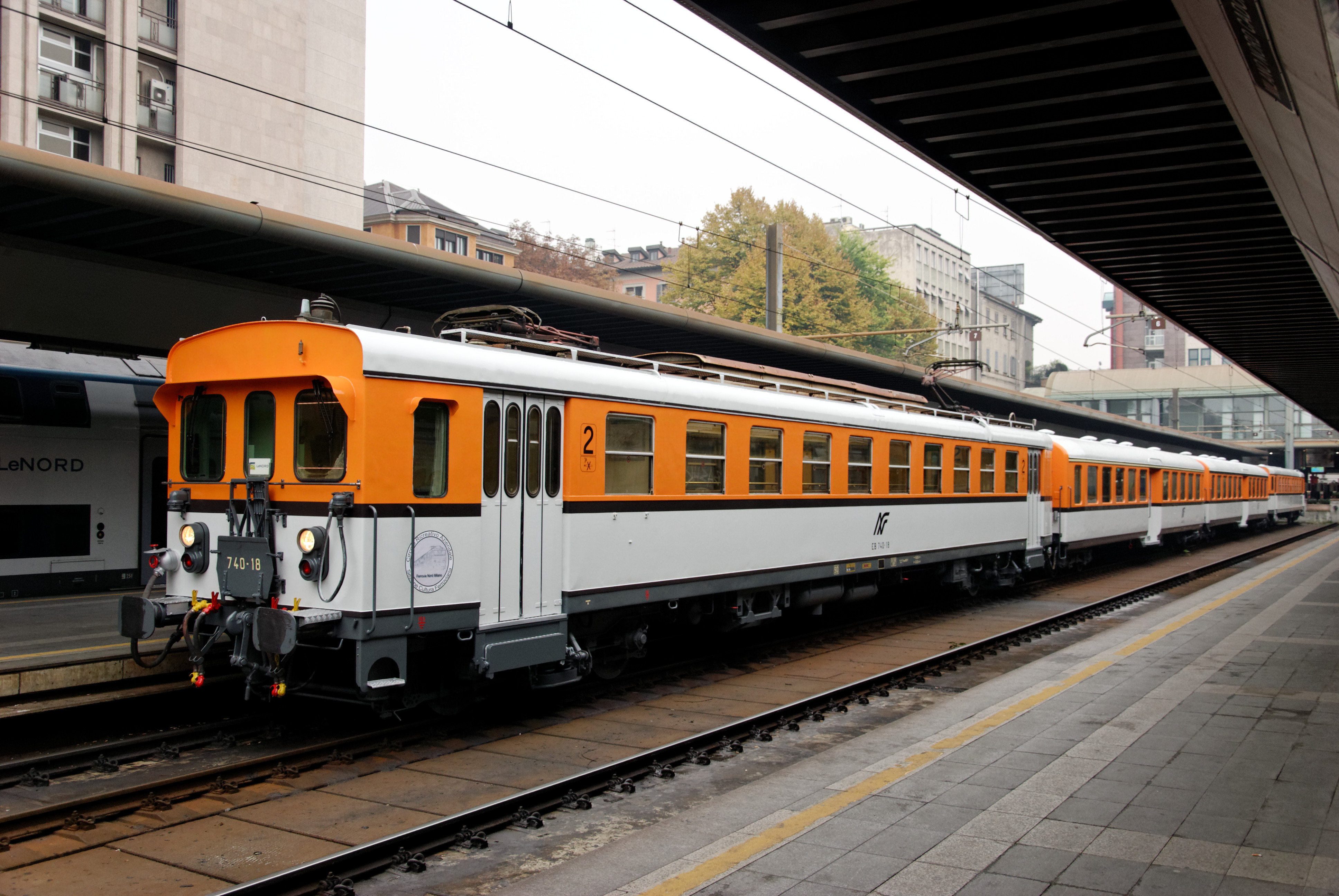
E.740-18 (3. Reihe, gelbe Lackierung)
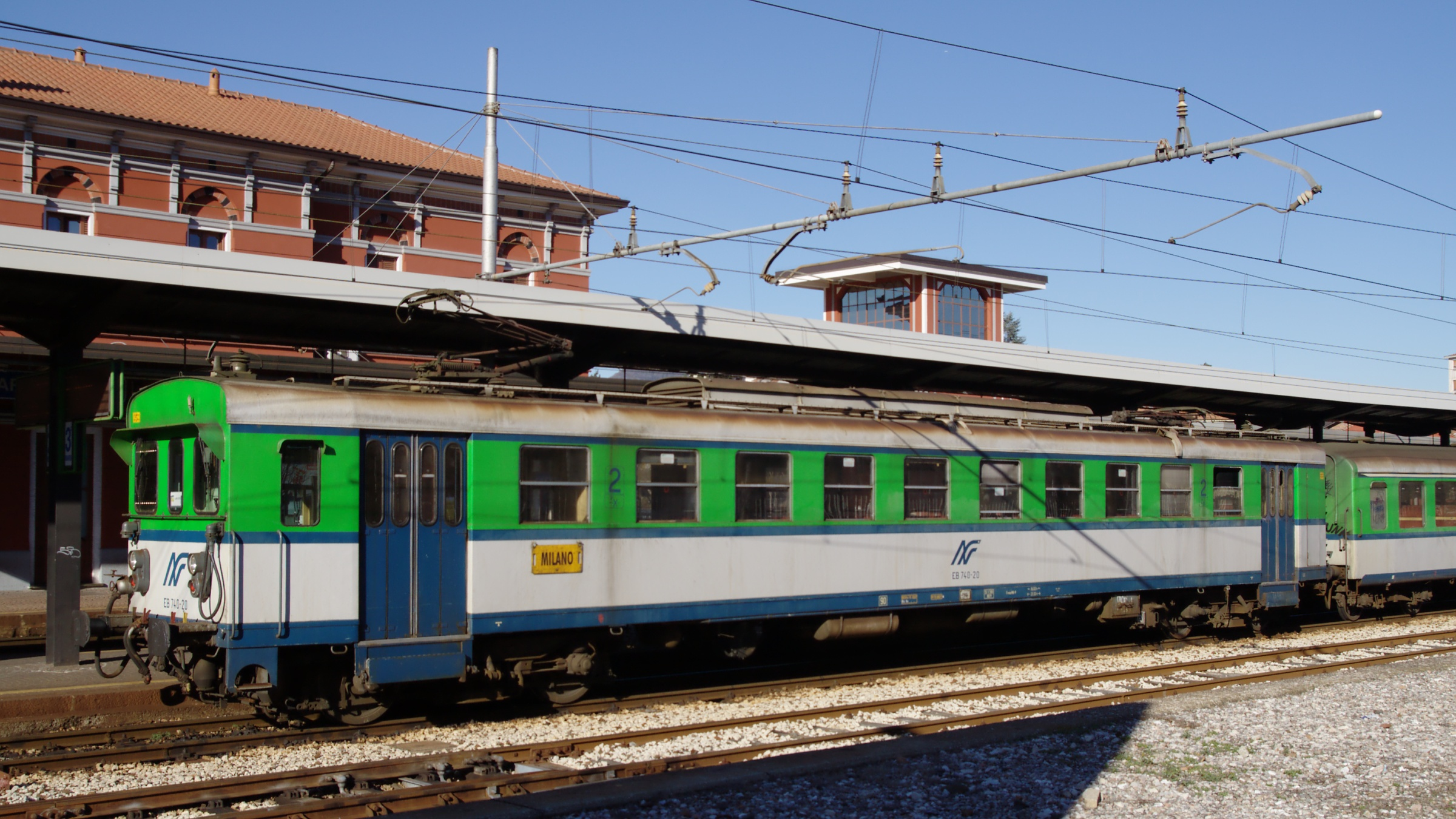
E.740-20 (3. Reihe, Regionallackierung)